# 三橋富治男
三橋 富治男（みつはし ふじお、1909年4月10日 - 1999年5月2日）は、日本の東洋史学者。

## 略歴
東京出身。慶應義塾大学文学部東洋史学科卒。外務省調査部嘱託、明治大学助教授を経て、千葉大学文理学部助教授、教授となる。1975年定年退官、名誉教授となる。トルコ史が専門。

## 著書
- 『東洋文明の史的系譜 改訂版』三和書房 1955
- 『トルコの歴史 オスマン帝国を中心に』 (紀伊国屋新書)紀伊国屋書店 1964
- 『オスマン=トルコ史論』 (ユーラシア文化史選書）吉川弘文館 1966
- 『スレイマン大帝 オスマン帝国の栄光』 (センチュリーブックス 人と歴史シリーズ）清水書院 1971 「オスマン帝国の栄光とスレイマン大帝」 (清水新書) 1984
- 『トルコの歴史』 (世界史研究双書）近藤出版社 1990

### 共著
- 『大世界史 第6 ガンジスと三日月』中村元共著 文芸春秋 1967

### 翻訳
- デニスン・ロス, ヘンリ・スクライン『トウルケスタン』生活社 1940 『トゥルキスタン アジアの心臓部』原書房 1976